# Egnatia III
Die Egnatia III war ein 1973 als Stena Scandinavica für die schwedische Stena Line in Dienst gestelltes Fährschiff. Es wurde unter zuletzt von Algérie Ferries eingesetzt, bis es 2005 ausgemustert wurde. 2007 erfolgte der Abbruch des Schiffes in Indien.

## Dienstzeit
Die Stena Scandinavica wurde als eines von zwei Schwesterschiffen bei Titovo Brodogradiliste in Kraljevica gebaut. Nach ihrem Stapellauf am 9. September 1972 wurde das Schiff im Juni 1973 an die Stena Line abgeliefert und ab Juli 1973 auf der Strecke von Göteborg nach Kiel eingesetzt. In den Sommermonaten wurde das Schiff außerdem auf den Strecken von Kiel nach Korsør und Göteborg nach Frederikshavn eingesetzt. Im Juni 1975 brach im Maschinenraum der Stena Scandinavica ein Brand aus, der jedoch schnell gelöscht werden konnte. Dennoch musste das Schiff seine Fahrt unterbrechen, um in Göteborg repariert zu werden. 1974 wurde die Stena Scandinavica mit zusätzlichen Kabinen ausgestattet. Im Januar 1978 wurde das Schiff ausgemustert und an die Irish Continental Line verkauft, die es in Saint Killian umbenannten.
Das Schiff sollte ursprünglich direkt für die Irish Continental Line in Fahrt kommen, wurde stattdessen jedoch für einen Monat an den ehemaligen Besitzer, die Stena Line verchartert und auf der Strecke von Rosslare über Cork und Cherbourg nach Le Havre eingesetzt.
Anfang der 1980er benötigte die Irish Continental Line mehr Kapazität für Passagiere. Statt ein neues Schiff zu erwerben, wurde beschlossen, die Saint Killian ab Februar 1981 um mehr als 32 Meter zu verlängern. Am 26. Februar 1982 wurde das Schiff unter dem neuen Namen Saint Killian II auf seiner alten Route in Dienst gestellt.
Am 25. Dezember 1986 brach an Bord des Schiffes vor der Küste von Cornwall ein Feuer aus, wodurch es den Antrieb verlor. Das manövrierunfähige Schiff wurde mithilfe von Schleppern in den Hafen von Falmouth gebracht, wo der Schaden notdürftig repariert wurde. Die eigentliche Reparatur fand im Januar 1987 bei Blohm & Voss in Hamburg statt. Im Februar 1987 wurde die Saint Killian II wieder in Dienst gestellt.
Am 27. September 1997 wurde die Saint Killian II nach einer letzten Fahrt von Ringaskiddy nach Le Havre ausgemustert und zum Verkauf angeboten. Im Oktober 1998 wurde das Schiff an die Cape Enterprise Ltd. mit Sitz in Panama verkauft und in Medina Star umbenannt. Sie wurde jedoch nicht wieder in Dienst gestellt, sondern stattdessen in Piräus aufgelegt. 2000 wurde das Schiff an die Green Maritime Ltd. verkauft. Nach der Insolvenz der Firma fiel das Schiff 2001 an die Emporiki Bank, blieb jedoch weiterhin aufgelegt. Erst 2002 wurde das Schiff an die Hellenic Mediterranean Lines verchartert und in Egnatia III umbenannt.
Nach einer Modernisierung stand die Egnatia III auf der Strecke von Patras über Igoumenitsa und Korfu nach Brindisi im Einsatz. Im Juni 2004 wurde das Schiff an Algérie Ferries verchartert und fortan von Bejaia über Algier und Oran nach Marseille eingesetzt. Außerdem befuhr sie die Route von Oran nach Alicante.

## Abbruch
Im Januar 2005 lief der Chartervertrag mit Algérie Ferries aus und das Schiff wurde an die Emporiki Bank zurückgegeben, die es erneut in Piräus auflegen ließ. Es wurde nicht wieder an einen neuen Betreiber verchartert, sondern stattdessen nach zwei Jahren Aufliegezeit im August 2007 zum Abbruch nach Alang verkauft, wo es am 16. Oktober 2007 eintraf.

## Schwesterschiff
Das baugleiche Schwesterschiff Stena Olympica wurde wie ihr Schwesterschiff mehrmals umbenannt und weiterverkauft, blieb jedoch noch einige Jahre länger im Dienst. Zuletzt wurde das Schiff als Scotia Prince von Marmara Lines eingesetzt, bis es 2010 aufgelegt wurde. 2012 wurde das Schiff unter dem Überführungsnamen Prince in Chittagong abgewrackt.